# Charlie Jade
Charlie Jade è un telefilm fantascientifico girato nel 2005 da una co-produzione canadese/sudafricana e composto da 20 puntate più una puntata speciale. In Canada è andata in onda dal 16 aprile al 20 agosto 2005 su Space, mentre in Italia è stata trasmessa sul canale Jimmy.

## Trama
La trama verte sulla presenza di universi paralleli, lotta tra corporazioni in un futuro prossimo, ecologia e bene contro male. Non si conclude del tutto nell'ultimo episodio, che lascia spazio a ulteriori futuri sviluppi.

## Edizione italiana
La direzione del doppiaggio è stata curata da Giulio Doni e la Diadema Service per la società GA&A Productions